# والتهیل (نبراسکا)
والتهیل(به انگلیسی: Walthill) شهری در ایالت نبراسکا کشور ایالات متحده آمریکا است که جمعیت آن در سرشماری سال ۲۰۱۰ میلادی، ۷۸۰ نفر بوده‌است.